# Омитама
Омитама (яп. 小美玉市 Омитама-си) — город в Японии, находящийся в префектуре Ибараки. Площадь города составляет 145,03 км², население — 51 399 человек (1 августа 2014), плотность населения — 354,40 чел./км².

## Географическое положение
Город расположен на острове Хонсю в префектуре Ибараки региона Канто. С ним граничат города Исиока, Намегата, Хокота, Касама и посёлок Ибараки.

## Население
Население города составляет 51 399 человек (1 августа 2014), а плотность — 354,40 чел./км². Изменение численности населения с 1980 по 2005 годы:
| 1980 | 44 371 чел. |  |
| 1985 | 46 520 чел. |  |
| 1990 | 48 200 чел. |  |
| 1995 | 52 041 чел. |  |
| 2000 | 53 406 чел. |  |
| 2005 | 53 265 чел. |  |

## Символика
Деревом города считается Zelkova serrata, цветком — космея, птицей — белая цапля.